# پانته‌آ بهرامی
پانته‌آ بهرامی نویسنده و کارگردان ایرانی مقیم آمریکا است.
وی پیش از مهاجرت به آمریکا در آلمان زندگی می‌کرده و دلیل مهاجرت خود به آمریکا را در مصاحبه‌ای با دویچه وله فارسی تبعیض پنهان علیه مهاجرین عنوان کرده‌است.
از وی تا کنون فیلمهای مستندی همچون «از فریاد تا فریاد»، «و من عاشقانه زیسته‌ام» منتشر شده‌است. وی همچنین با برخی از تلویزیونهای آلمانی برای تهیه فیلم‌هایی که دستمایه اصلی آنان وضعیت حقوق زنان در کشورهای آفریقایی است همکاری دارد.
وی در ۱۱ اسفند ۱۴۰۰ درگذشت.